# Wbrew przykazaniom
Wbrew przykazaniom (oryg. Commandments) – film z 1997 roku w reżyserii Daniela Taplitza.

## Obsada
- Courteney Cox – Rachel Luce
- Aidan Quinn – Seth Warner
- Louis Zorich – Rudy Warner
- Shirl Bernheim – Sylvia Andrew
- Anthony LaPaglia – Harry Luce
- Pat McNamara – Policjant Warren
- Scott Sowers – Detektyw Malhoney